# Lancer du marteau masculin aux Jeux olympiques d'été de 1948
Navigation
Berlin 1936 Helsinki 1952
L'épreuve du lancer du marteau masculin aux Jeux olympiques de 1948 s'est déroulée le 31 juillet 1948 au Stade de Wembley de Londres, au Royaume-Uni.  Elle est remportée par le Hongrois Imre Németh.

## Résultats

### Finale
| Rang               | Athlète                | Pays            | Essais | Essais | Essais | Essais | Essais | Essais | Marque | Note |
| Rang               | Athlète                | Pays            | 1      | 2      | 3      | 4      | 5      | 6      | Marque | Note |
| ------------------ | ---------------------- | --------------- | ------ | ------ | ------ | ------ | ------ | ------ | ------ | ---- |
| Médaille d'or      | Imre Németh            | Hongrie         | 53.59  | 55.44  | 54.94  | 50.05  | x      | 56.07  | 56.07  |      |
| Médaille d'argent  | Ivan Gubijan           | Yougoslavie     | x      | x      | 54.27  | 51.76  | 54.22  | x      | 54.27  |      |
| Médaille de bronze | Robert Bennett         | États-Unis      | 52.53  | 51.11  | 52.08  | 53.73  | 51.21  | 49.81  | 53.73  |      |
| 4                  | Sam Felton             | États-Unis      |        |        |        |        |        |        | 53.66  |      |
| 5                  | Lauri Tamminen         | Finlande        |        |        |        |        |        |        | 53.08  |      |
| 6                  | Bo Ericson             | Suède           |        |        |        |        |        |        | 52.98  |      |
| 7                  | Teseo Taddia           | Italie          |        |        |        |        |        |        | 51.74  |      |
| 8                  | Einar Söderqvist       | Suède           |        |        |        |        |        |        | 51.48  |      |
| 9                  | Henry Dreyer           | États-Unis      |        |        |        |        |        |        | 51.37  |      |
| 10                 | Svend Aage Frederiksen | Danemark        |        |        |        |        |        |        | 50.07  |      |
| 11                 | Duncan Clark           | Grande-Bretagne |        |        |        |        |        |        | 48.35  |      |
| 12                 | Hans Houtzager         | Pays-Bas        |        |        |        |        |        |        | 45.69  |      |
| 13                 | Gin Gang-hwan          | Corée du Sud    |        |        |        |        |        |        | 43.93  |      |